# Guhkesjávri
Guhkesjávri eller Kuhkesjavri eller Tshuoggajävri är en sjö i Finland. Den ligger i kommunen Utsjoki i landskapet Lappland, i den norra delen av landet, 1 000 km norr om huvudstaden Helsingfors. Guhkesjávri ligger 242,9 meter över havet. Omgivningarna runt Guhkesjávri är i huvudsak ett öppet busklandskap. Arean är 33,1 hektar och strandlinjen är 6,46 kilometer lång. Sjön  ingår i Tana älvs huvudavrinningsområde. 